# Jasień (Skierniewice)
Pour les articles homonymes, voir Jasień.
Jasień est une localité polonaise de la gmina de Głuchów, située dans le powiat de Skierniewice en voïvodie de Łódź.